# Gyuhap chongseo
Gyuhap chongseo, traduzido aproximadamente como "Enciclopédia da Mulher" é um guia de conselhos para mulheres, escrito por Yi Bingheogak em 1809 durante a dinastia coreana Joseon .   

## Composição
- Jusaui ( 酒食議   )   : fabricação de jang (condimentos), bebidas alcoólicas, bap (prato de arroz), tteok (bolo de arroz), yugwa (lanche frito com arroz tufado), banchan (pratos pequenos) e outros.
- Bongimchik ( 縫紝則   )   : confecção de roupas, processo de tingimento, tecelagem, bordado, sericultura, louça de solda, iluminação.
- Sangark ( 山家樂  )   : agricultura, jardinagem, criação de gado
- Cheongnamgyeol ( 靑囊訣   )   : taegyo, métodos de criação de filhos, conhecimento de primeiros socorros e medicamentos a serem evitados
- Sulsurak ( 術數略   )   : conhecimento de escolher uma casa, talismãs, formas folclóricas para afastar os maus espíritos.